# RWD-13
L'RWD-13 fu un monomotore da turismo triposto ad ala alta sviluppato dall'ufficio di progettazione polacco RWD negli anni trenta e prodotto su licenza in Polonia dalla Doświadczalne Warsztaty Lotnicze (DWL) e nell'allora Regno di Jugoslavia dalla Rogožarski.
Sviluppo del precedente RWD-6 e destinato al mercato dell'aviazione generale fu il modello RWD che riscosse maggior successo commerciale venendo utilizzato sia in ambito civile che militare.

## Storia del progetto
Nei primi anni trenta la Liga Obrony Powietrznej i Przeciwgazowej (LOPP), organizzazione paramilitare polacca che promuoveva le attività legate all'aviazione, espresse la necessità di dotarsi di un nuovo modello per le sue attività. A tale esigenza rispose la RWD con un progetto sviluppato dagli ingegneri Stanisław Rogalski e Jerzy Drzewiecki i quali, basandosi sull'esperienza acquisita sui precedenti RWD-6 ed RWD-9, aerei da turismo sportivo destinati essenzialmente alle competizioni aeronautiche per quella classe di velivoli e rispettivamente vincitori delle edizioni del 1932 e 1934 del Challenge International de Tourisme, disegnarono un velivolo identificato con la sigla RWD-13 che riproponeva la stessa impostazione generale, monomotore, monoplano ad ala alta con abitacolo chiuso e carrello fisso. Dato che il nuovo modello non era destinato ad occupare la stessa fascia di mercato dei suoi predecessori, venne concepito per essere equipaggiato con un motore in linea di potenza più modesta dei radiali degli RWD-6 ed RWD-9, inoltre adottava un'ala tecnologicamente meno avanzata.
Il prototipo venne costruito nel corso del 1934 utilizzando parti di un rottame di RWD-6, il che inizialmente fece propendere l'ipotesi di identificarlo come RWD-6bis, tuttavia il suo aspetto era più simile all'RWD-9. Dopo la sua immatricolazione con marche SP-AOA venne portato in volo per la prima volta il 15 gennaio 1935 confermando, durante le successive prove, le aspettative dei suoi progettisti abbinando le capacità STOL e la facilità di controllo alle buone caratteristiche di volo di modelli su cui era basato. Si decise quindi di avviarlo alla produzione in serie quello stesso anno che proseguì fino al 1939 attestandosi su 85 esemplari. Dal RWD-13 venne in seguito sviluppato un modello dalla capacità incrementata a cinque posti a sedere, il RWD-15.
Nel 1937 ne venne sviluppata una variante aeroambulanza identificata come RWD-13S (prototipo marche SP-BFN) che si differenziava per la presenza di un portello ricavato nella fusoliera che permetteva un agile inserimento di una barella. A questa fece seguito una versione multiruolo identificata RWD-13TS (o ST, o S/T) che era possibile convertire nei due diversi ruoli rimuovendo il sedile del passeggero di destra. La produzione proseguì fino al 1939 con 15 esemplari realizzati tra i quali alcuni RWD-13TS.
Nel 1938 venne ceduta una licenza di produzione su richiesta dell'allora Regno di Jugoslavia. Prodotto negli stabilimenti Rogožarski di Belgrado, vennero realizzati sei esemplari, quattro RWD-13 e due RWD-13S, i primi interamente convertiti nel 1939 nella versione aeroambulanza..

## Tecnica
L'RWD-13 era un velivolo realizzato in tecnica mista destinato al turismo sportivo che riproponeva l'impostazione dei modelli che lo avevano preceduto: monomotore, monoplano ad ala alta con abitacolo chiuso e carrello fisso.
La fusoliera, realizzata con una struttura metallica e ricoperta di tela trattata tranne che nella zona anteriore dove il motore era racchiuso da una pannellatura in alluminio, presentava una cabina di pilotaggio chiusa a tre posti, i due anteriori affiancati dotati di doppi comandi più un terzo posteriore ed uno spazio per i bagagli, accessibile tramite sportelli posti su entrambi i lati. Nell'RWD-13S gli unici due posti a sedere erano posizionati uno dietro l'altro sulla sinistra mentre sulla destra era libero per la barella. Posteriormente terminava in un impennaggio classico monoderiva dai piani orizzontali controventati in compensato (stabilizzatori) e tela (timone ed equilibratori).
La configurazione alare era monoplana, con l'ala a pianta rettangolare montata alta sulla fusoliera, struttura bilongherone in legno ricoperta in tela trattata tranne che sul bordo di attacco, in compensato, dotato di alette Handley-Page. Le due semiali, collegate alla fusoliera tramite due aste di controvento "a V" e che integravano i due serbatoi di combustibile da 140 L, erano ripiegabili all'indietro per agevolare le operazioni di hangaraggio.
Il carrello d'atterraggio era un biciclo anteriore fisso a ruote indipendenti con gambe di forza ammortizzate integrate posteriormente da un pattino d'appoggio.
La propulsione era affidata ad un motore 4 cilindri in linea raffreddato ad aria, un Walter Major 4 da 130 hp ( kW), un PZInż Major (versione su licenza del Walter Major), o un de Havilland Gipsy Major a seconda delle preferenze del committente, posizionato all'apice anteriore della fusoliera racchiuso da una cofanatura metallica ed abbinato ad un'elica Szomański bipala a passo fisso.

## Impiego operativo

### Polonia

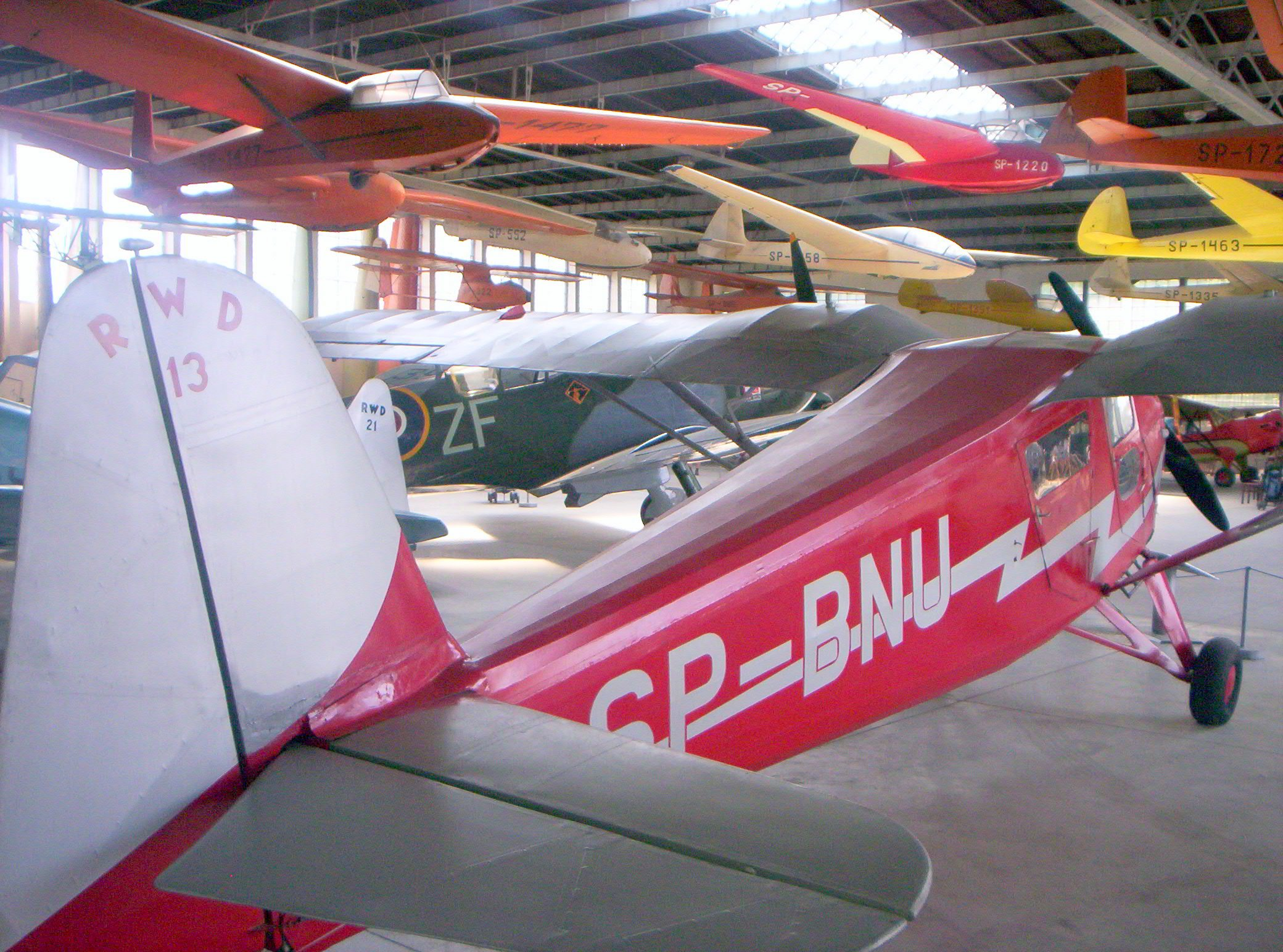
L'RWD-13 'SP-BNU' esposto al Muzeum Lotnictwa Polskiego w Krakowie, Cracovia, Polonia.

La maggior parte degli RWD-13 vennero utilizzati dall'aviazione generale polacca, inizialmente il Polish Aero Club (finanziati dal Ministero delle Comunicazioni o dall'organizzazione paramilitare LOPP - Lega di difesa aerea ed antigas). Tre esemplari vennero utilizzati dal Ministero delle Comunicazioni come aereo utility, due dalla compagnia aerea LOT Polish Airlines, e molti di proprietà di utenti privati e di aziende.
Gli esemplari del Polish Aero Club vennero utilizzati nel turismo sportivo, prendendo parte a numerose competizioni aeronautiche internazionali di regolarità ottenendo ottimi risultati. Tra gli altri riuscirono a conquistare il primo, quarto, sesto e settimo posto in una gara per aerei da turismo nel corso del 4º Meeting aereo Internazionale di Zurigo del 1937. Inoltre l'RWD-13S si aggiudicò il "Premio città di Esch" nel Concorso Internazionale per aeroambulanze di Esch, in Lussemburgo nel mese di luglio 1938, concorso vinto da un altro aereo polacco, l'LWS-2.
La maggior parte degli RWD-13S appartenevano alla Croce Rossa polacca e cinque alla Polish Air Force, questi ultimi tuttavia utilizzavano anch'essi immatricolazioni civili. Diversi (almeno cinque) RWD-13, senza contare le versioni aeroambulanza, vennero mobilitati dopo l'inizio della seconda guerra mondiale ed utilizzati come aereo di collegamento durante la campagna di Polonia del settembre 1939. Alcuni esemplari furono evacuati nei paesi vicini, altri vennero distrutti o sequestrati dalla Wehrmacht.
Molti dei RWD-13 vennero dipinti con una livrea principalmente rossa con un fulmine stilizzato color argento dipinto sui lati della fusoliera così come le ali, argentate. Gli RWD-13S vennero invece dipinti in avorio e dotati di insegne della Croce Rossa, mentre gli RWD-13TS furono dipinti sempre in avorio ma con un fulmine stilizzato rosso sui lati della fusoliera.
Gli unici quattro RWD-13 utilizzati in Polonia dopo il termine del conflitto furono riconsegnati dal governo rumeno nel 1947 (nel 1948 il governo comunista polacco perse interesse a tutto l'equipaggiamento prebellico rimasto all'estero). Questi vennero utilizzati nel periodo 1953-1955 con le seguenti immatricolazioni: SP-MSZ (di proprietà del Ministero degli Affari Esteri, abbreviato in MSZ), SP-ARG, SP-ARH ed SP-ARL. L'esemplare marche SP-ARL è attualmente conservato presso le strutture museali del Muzeum Lotnictwa Polskiego w Krakowie a Cracovia, nella sua livrea originale prebellica e marche SP-BNU (precedentemente utilizzato dalla compagnia aerea LOT Polish Airlines).

### Spagna
Prima dell'inizio della seconda guerra mondiale furono circa venti gli RWD-13 esportati all'estero. Quattro esemplari vennero venduti alla Spagna ed utilizzati nel ruolo di aereo di collegamento dalle forze armate franchiste durante la guerra civile spagnola, inquadrati nell'Aviación Nacional ed identificati con il nome Polaca (numeri di reparto da 30-1 a 30-4). Al termine della guerra civile gli esemplari sopravvissuti ancora in condizioni di volo vennero utilizzati nei locali aeroclub.

### Brasile
Tra il 1937 ed il 1938 vennero venduti otto RWD-13 in Brasile, utilizzati fino agli anni sessanta. Di questi uno, marche PT-LFY rimane ancora in condizioni di volo.

### Palestina/Israele

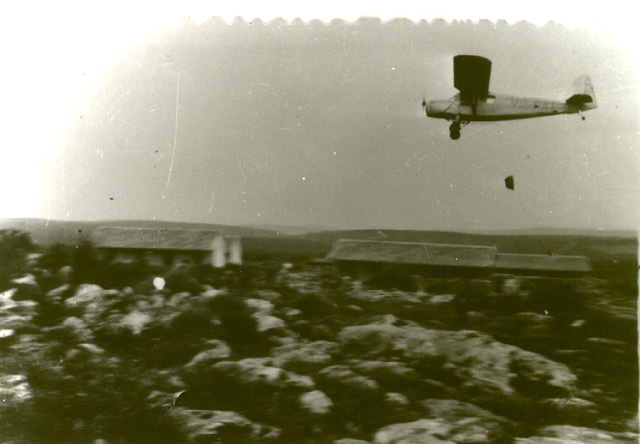
Gennaio 1948: l'RWD-13 marche VQ-PAL sgancia approvvigionamenti sull'isolato kibbutz di Yehiam, nella Palestina settentrionale.

Due o tre esemplari di RWD-13 vennero venduti a proprietari ebrei in Palestina. Nel novembre 1947, con l'istituzione della Sherut Avir, la componente aerea del Haganah, due esemplari vennero inclusi nel suo inventario. Il 17 dicembre 1947, uno di loro ha intrapreso il primo attacco aereo, armato solo di bombe a mano e pistole, nel corso delle prime schermaglie arabo-israeliane (precedentemente, il 15 giugno 1936, un RWD-13 fu il primo aereo ad atterrare a Tel Aviv). I due RWD-13 furono tra i primi velivoli ad equipaggiare la neofondata Heyl Ha'Avir, l'aeronautica militare dello stato di Israele, venendo utilizzati nel ruolo di aereo da collegamento e da trasporto leggero durante la guerra arabo-israeliana del 1948.

### Romania
Dopo lo scoppio della seconda guerra mondiale, ventotto RWD-13 polacchi (23 RWD-13 e 5 RWD-13S) vennero evacuati nel Regno di Romania. Dopo la caduta della Polonia gli esemplari vennero in parte venduti sul mercato dell'aviazione civile ed in parte acquisiti dalla Forțele Aeriene Regale ale României (FARR), l'aeronautica militare rumena del periodo. Dopo che la Romania decise di schierarsi con le forze dell'Asse partecipando all'Operazione Barbarossa, gli RWD-13 furono schierati sul fronte orientale utilizzati nel ruolo di aereo da collegamento. Particolarmente famosi sono state le versioni aeroambulanza utilizzate dall'Escadrila Albă (Squadriglia Bianca), reparto costituito da piloti femminili. Al termine del conflitto ne sopravvissero ventuno esemplari che rimasero in servizio durante gli anni cinquanta.

### Altri stati
Un singolo esemplare venne utilizzato in Estonia. Due RWD-13, inviati alla World's Fair del 1939, vennero venduti quello stesso anno dopo lo scoppio della seconda guerra mondiale ed utilizzati negli Stati Uniti d'America (marche N20651 e N20652): Gli esemplari furono oggetto di modifiche nella struttura ad opera di Lt. Joseph Malejki. Tre (o solo uno secondo altre fonti) furono venduti al Regno Mutawakkilita dello Yemen. Diversi RWD-13 vennero evacuati in Lettonia dove probabilmente rimasero fino all'acquisizione dei sovietici a seguito dell'occupazione del paese baltico.

## Utilizzatori

### Militari
Croazia
- Zrakoplovstvo Nezavisne Države Hrvatske

 Estonia
- Eesti Õhuvägi

 Germania
- Luftwaffe

operò con esemplari catturati.
 Israele
- Heyl Ha'Avir

 Jugoslavia
- Jugoslovensko kraljevsko ratno vazduhoplovstvo i pomorska avijacija

 Polonia
- Siły Powietrzne

 Romania
- Forțele Aeriene Regale ale României
  - Escadrila Albă, poi Escadrila 108 Transport uşor

 Spagna
- Aviación Nacional

 Spagna
- Ejército del Aire

 Svezia
- Svenska Flygvapnet

operò con un singolo RWD-13 (con la designazione locale Tp 11) requisito al pilota fuggito dalla Polonia in seguito all'invasione tedesca ed atterrato sul suolo svedese nel settembre 1939.

### Civili
Iran
nel maggio 1939, un RWD-13 (marche SP-BNY) è stato donato dall'allora presidente della Polonia Ignacy Mościcki all'erede al trono di Persia Mohammad Reza Pahlavi come regalo di nozze.
 Jugoslavia
- SU Belgrade

operò con due RWD-13.
 Mandato di Palestina
- Aviron

operò con 2 (o 3) RWD-13 (marche VQ-PAL e VQ-PAM), fino al 1948, data in cue i due aerei sono stati consegnati all'israeliana Heyl Ha'Avir.
 Regno dello Yemen
 Polonia
- Aeroklub Polski
- LOT Polish Airlines

 Spagna
 Stati Uniti
 Svezia
al termine della seconda guerra mondiale l'esemplare ex Svenska Flygvapnet acquisì le marche civili SE-AOF volando fino al 1951.